# Ğazı III Giray
Ğazı III Giray, född okänt år, död 1708, var Krimkhanatets khan 1704–1707. 